# Broomage
Broomage es una localidad de Trinidad y Tobago, que forma parte de la región de Princes Town.

## Geografía
La localidad abarca parte de la isla Trinidad y limita al norte con Buen Intento, al sur con Indian Walk, al este con St. Julien, Matilda e Indian Walk y al oeste con Princes Town y St. Croix Village.

## Demografía
Datos demográficos de la localidad de Broomage:
| Gráfica de evolución demográfica de Broomage entre 2000 y 2011 |
|                                                                |